# Meadow (Utah)
Pour les articles homonymes, voir Meadow.
Meadow est une municipalité américaine située dans le comté de Millard en Utah.
Lors du recensement de 2010, sa population est de 310 habitants. La municipalité s'étend sur 0,51 mille carré (1,32 km2).
La localité doit son nom au ruisseau Meadow Creek. Elle devient une municipalité le 5 janvier 1909.